# Третій дивізіон Футбольної ліги (Північ)

Третій дивізіон Футбольної ліги (Північ) (англ. Football League Third Division North) — третій за рівнем дивізіон англійської Футбольної ліги з 1921 по 1958 рік, який існував паралельно з Третім дивізіоном Футбольної ліги (Південь).
1958 року географічний поділ було скасовано і було створено єдиний Третій дивізіон, одночасно зі створенням нижчого Четвертого дивізіону.